# الحروب البونيقية
الحروب البونيقية هي سلسلة من الحروب وقعت بين عامي 264 و 146 قبل الميلاد بين روما وقرطاج. وقعت ثلاثة صراعات بين هذه الدول في البر والبحر عبر منطقة البحر الأبيض المتوسط الغربية بلغ مجموعها 43 عامًا من القتال. تشمل الحروب البونيقية أيضًا التمرد الذي استمر أربع سنوات ضد قرطاج والذي بدأ في عام 241 قبل الميلاد. عانى كلا الجانبين من خسائر مادية وبشرية هائلة في كل حرب.
عدّها المؤرخ الإغريقي بوليبيوس «أطول حرب في التاريخ، وأشد الحروب إثارة للنزاع حول وقائعها». سادت المعارك البحرية على الحرب، ووقعت أغلب المعارك في مياه البحر المتوسط المحيطة بجزيرة صقلية. اندلع النزاع بسبب طموحات روما الاستعمارية التي بدأت تتداخل مع مطالب قرطاج بحق ملكية الجزيرة.
كانت قرطاج القوة المهيمنة على الجزء الغربي من البحر المتوسط في تلك الفترة، وأسست بحلول الحرب إمبراطوريةً بحرية قوية، في حين كانت روما دولة متسارعة الاتساع، تمتلك جيشًا قويًا لكنّ قوتها البحرية ضعيفة. استمرّت الحرب 23 سنة، وسبّبت خسائرًا كبيرة في العتاد العسكري والبشري لدى الطرفين، لكن الرومان استطاعوا إلحاق الهزيمة بالقرطاجيين في النهاية. دفعت قرطاج تعويضات عن الحرب لصالح روما وفق أحكام معاهدة السلام، ووقعت صقلية تحت سيطرة روما أيضًا، فأصبح أول مقاطعة رومانية خارج الحدود الرومانية القديمة.
عزز الاستيلاء على صقلية موقع روما في المتوسط والعالم ككل، جاعلًا منها قوة عظمى. أشعلت نهاية الحرب أيضًا عصيانًا عسكريًا في الإمبراطورية القرطاجية، عُرف بحرب المرتزقة، لكنه فشل في نهاية المطاف. انتهت الحرب البونية الأولى رسميًا في 241 قبل الميلاد.
بدأت الحرب البونية الثانية في عام 218 قبل الميلاد، وشهدت عبور حنبعل جبال الألب وغزو البر الرئيسي لإيطاليا. حقق القرطاجيون نصرًا مبكرًا لا بأس به، خصوصًا في معركة بحيرة تراسمانيا في 217 قبل الميلاد، ومعركة كاناي في 216 قبل الميلاد. خاض الطرفان معاركًا عنيفة في شبه الجزيرة الإيبيرية (إسبانيا والبرتغال حاليًا)، وفي صقلية وسردينيا وشمال إفريقيا. أدى نجاح روما في غزو موطن قرطاج في شمال إفريقيا عام 204 قبل الميلاد إلى عودة حنبعل من إيطاليا، لكنه هُزم على يد شيبيون الإفريقي في معركة زامة في 202 قبل الميلاد، فسعت قرطاج إلى السلام. اتفق الطرفان على اتفاقية في عام 201 قبل الميلاد، جُرّدت قرطاج بموجبها من ممتلكاتها في ما وراء البحار وبعض الممتلكات في إفريقيا، وفُرضت عليها تعويضات حرب كبيرة تدفعها لمدة 50 سنة، وأُرغمت على تقليص وتحديد حجم قواتها المسلحة، ومُنعت من شنّ الحروب من دون إذن روما. أصبحت قرطاج وفق أحكام تلك الاتفاقية قوة ثانوية في مجال تأثير روما.
ابتدعت روما تبريرًا لإعلان الحرب على قرطاج مجددًا في عام 149 قبل الميلاد، فاندلعت الحرب البونية الثالثة. جرت المعارك في هذه الحرب ضمن أراضي قرطاج كليًا، في ما يُعرف اليوم بدولة تونس، وتمحورت إلى حدّ كبير حول حصار قرطاج. اجتاح الرومان مدينة قرطاج في عام 146 قبل الميلاد، فنهبوها وذبحوا معظم سكانها ودمروها كليًا. استحوذ الرومان على الأراضي القرطاجية السابقة، وأصبحت الأخيرة من مقاطعة إفريقيا. تقع آثار مدينة قرطاج على بعد 16 كيلومترٍ شرق مدينة تونس حاليًا على ساحل شمال إفريقيا.

## المصادر الأولية

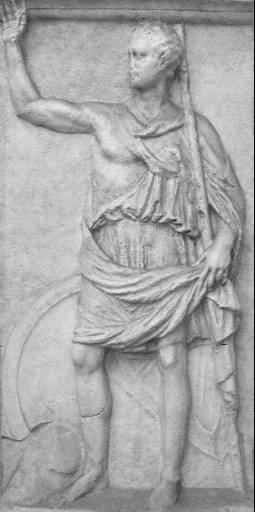
لوحة من بوليبيوس

## الحروب البونية الثلاثة

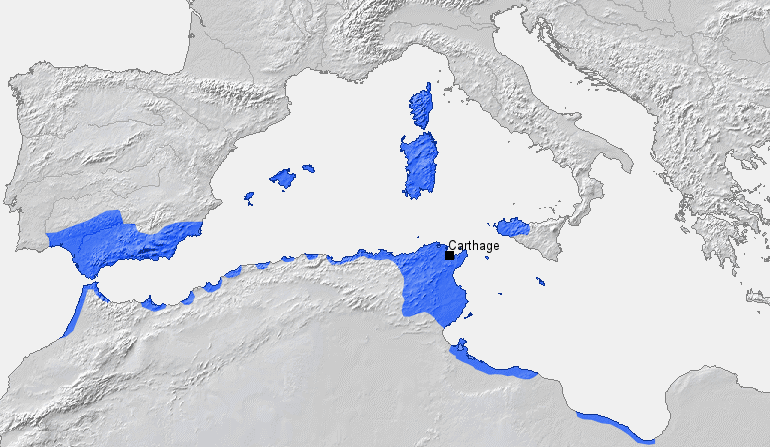
مناطق نفوذ قرطاج قبل الحرب البونية الأولى (264 ق.م.)

### الحرب البونية الثانية

تصوير هانيبال وجيشه أثناء عبورهم جبال الألب خلال الحرب البونية الثانية.

### الحرب البونية الثالثة (سقوط قرطاج)

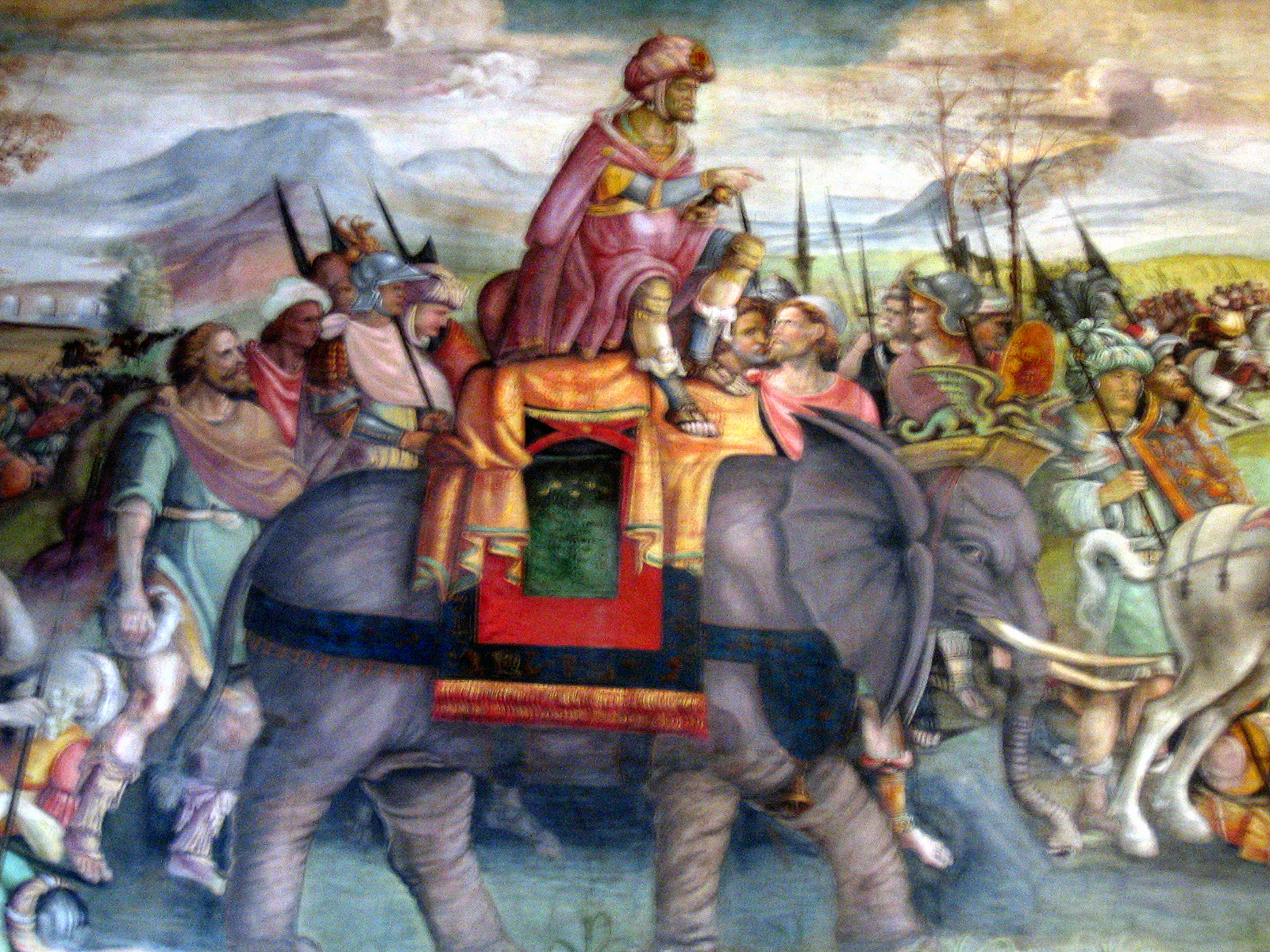
لوحة جدارية تخيلية للفنان جاكوب ريباندا عام 1510 في متحف روما, يظهر فيها حنبعل قائدا فذا أثناء عبور جبال الألب مع الفيلة في حربه وحصاره لروما، وعلى الرغم من الكثير منهم لم ينج تبقى هذه الحرب أسطورة في أوروبا